# Гавайская казарка
Гавайская казарка или нене (англ. nēnē; Hawaiian goose, лат. Branta sandvicensis) — островная птица из семейства утиных (Anatidae), эндемик Гавайских островов. Практически не летает и не плавает, гнездится на земле, поэтому страдает от завезённых на острова хищников.

## Описание
Родиной нене являются несколько крупных островов штата Гавайи, США.
Питается зелёными частями растений и плодами кустарников.
До прихода на Гавайские острова европейцев в конце XVIII века их численность достигала 25 тысяч.

## Размножение

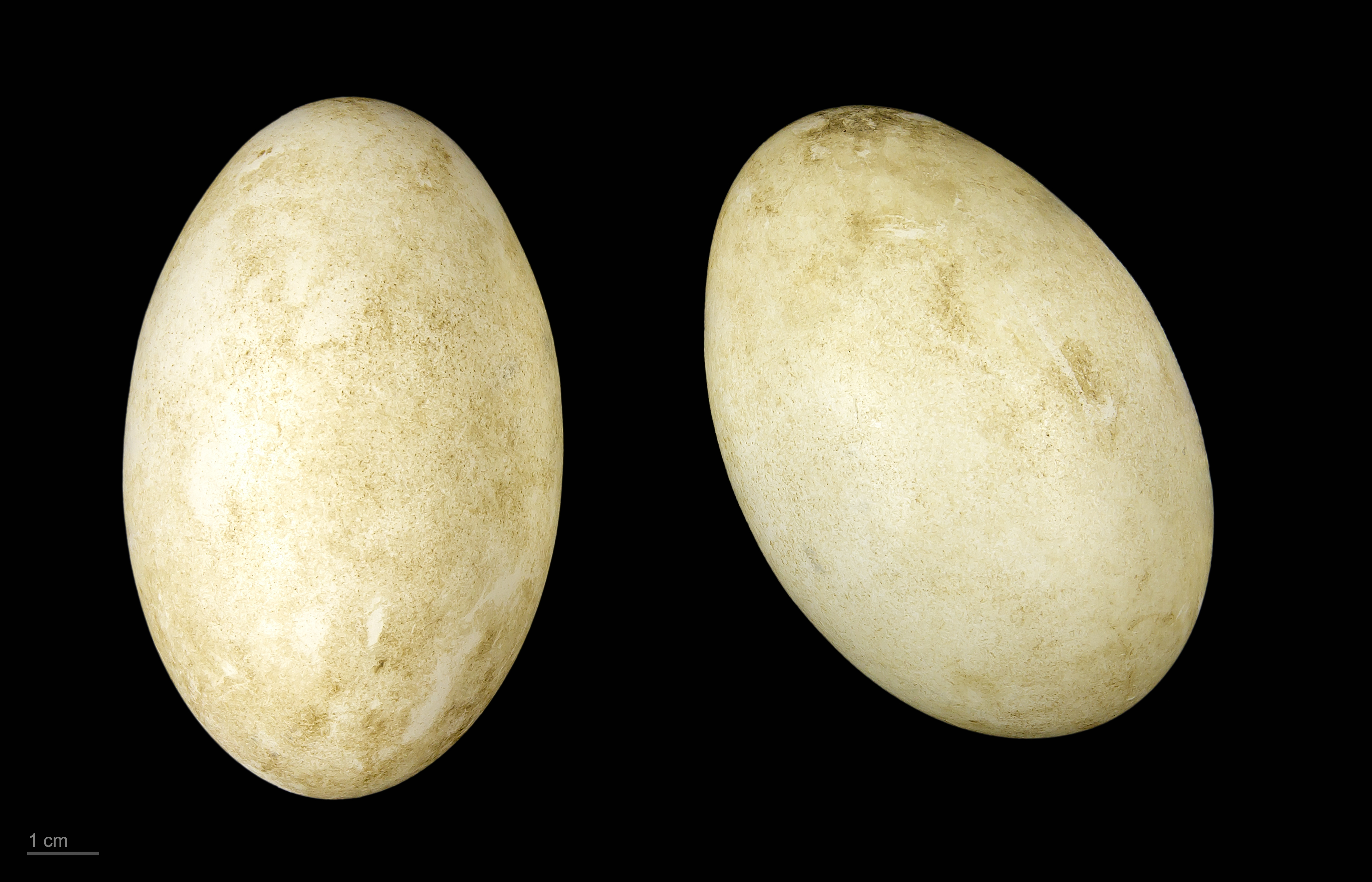
Яйца

Размножаются с ноября по февраль. Самка откладывает 3—6 яиц в почву или на застывшую лаву в гнездо, выстланное пухом. Птенцы вылупляются на 29—30 день и начинают летать на 70—80 сутки.

## Линька
Как и другие гуси, нене во время линьки теряют способность летать в течение 6-8 недель.

## Охрана вида

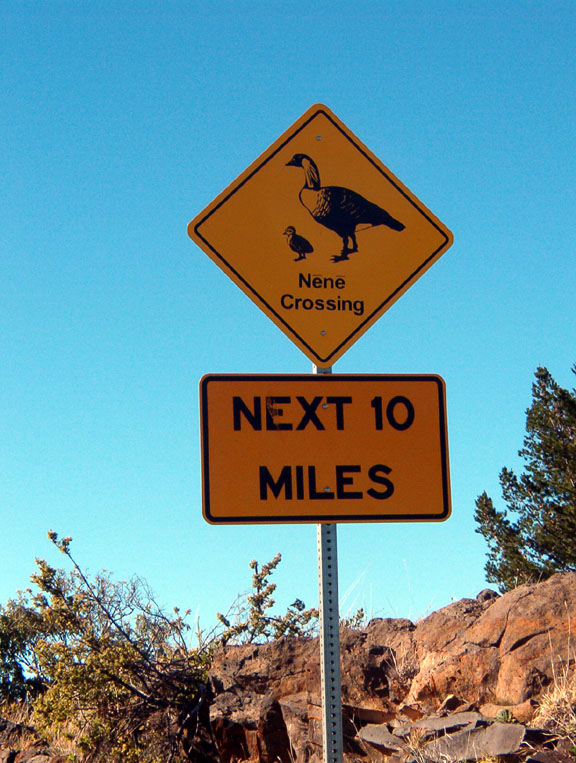
Охрана нене на дорогах

Из-за ограниченности ареала и инвазии чужеродных видов (главным образом крысы и мангусты), вид подвергается угрозе исчезновения.
К началу XX века в природе сохранились считанные пары нене. Некоторое время вид считался исчезнувшим в дикой природе.
В целях сохранения вида в 1950-х годах разводилась в Европе под руководством Питера Скотта.
В настоящее время охраняется и разводится в национальном парке Хавайи-Волкейнос.